# M1070重型拖車
奧什科什M1070（英語：Oshkosh M1070），是美國陸軍的戰車運輸拖車頭。戰車運輸車，是屬於重型設備運輸系統（Heavy Equipment Transport System，HETS）的其中一種，M1070目前有A0和A1兩個型號正在服役中。
M1070通常會後掛DRS技術公司的「M1000牽引半拖車」，這種組合的主要目的是運輸M1艾布蘭主力戰車。它還可以用於運輸，部署和撤離装甲输送车、自走砲、裝甲推土機，以及其他重型車輛或設備。美軍過去曾使用豪士科M911拖車頭，搭配M747牽引半拖車，如今已被上述組合取代了。
A0和A1有出口外銷；其基於M1070的變體衍生型號也已生產與服役中，包括有M1070F型，和全球HET（Global HET）型等。

## 歷史
為滿足美國陸軍對「艾布蘭主力戰車」（MBT）運輸的要求，奧什科什公司（現改名為「奧什科防務」，Oshkosh Defense）提出了M1070後得標，雙方簽訂了1044輛M1070的合同，生產於1992年7月開始。合同中包括522套附加裝置的選擇權。
測試後，原始A0的版本，美國陸軍開了要求195輛的合同，這些車是在2001年3月至2003年3月之間交付的；而之後依約再交付給美軍的A0版本共計2,488輛。包括了海外出口訂單，奧什科什公司所製造的M1070A0版本不到2,900輛。
在獲得兩份不同的初期合同後的2004年，奧什科什卡車公司又拿到了對已耗損的M1070，進行後期服務的合同。內容為：將車子大修，重置回零英里/小時，符合原始出廠標準，並附帶一年的保修期。美國國防部為每輛大修的M1070，付出了原車價75%的成本，共有1,009輛A0 HET經重修後，又繼續投入服役。
M1070E1型，是在20世紀90年代中期，奧什科什與美國陸軍一起開發的。它是一個針對M1070適用「科技嵌入計畫」（Technology Insertion Program，TIP）的可行性研究。此型號曾進行了評估，並提交了一份報告，但沒有獲得訂單 。
2008年3月，奧什科防務公司從美國陸軍那獲得價值超過1,100萬美元（第1階段）的單一來源合同，開始設計和初步生產下一代的HET。2009年7月，奧什科宣布已拿到價值940萬美元，第二階段涉及生產驗證測試的修改合同，以便在尤馬試驗場進行HET A1的耐久性和性能測試。
2010年10月，奧什科防務公司宣布了M1070A1 HET的第一批交付訂單。該交付訂單價值超過4.4億美元，需要1000多輛車，第一批車輛於2010年12月發表，M1070A1定於2011年開始投產。生產於2014年8月結束，新車總產量為1,591輛。雖然陸軍內部有人認為應當在2017財政年度繼續生產A1，但奧什科沒有獲得訂單。2016年7月，美國陸軍宣布，將使用2016財年的資金開始對「增強型重型設備運輸系統」（Enhanced Heavy Equipment Transporter System，E-HETS）進行工程研究，以取代目前的M1070A1和M1000，此研究已於2017財年開始。E-HETS將包括一輛拖車頭和牽引半拖車，用於運輸、回收，且要求能夠一次就撤離超過80噸，戰鬥裝載的M1艾布蘭主力戰車和M88回收車，總載重量預計超過84噸。
2017年3月，奧什科防務公司宣布，獲得了價值$15,080,369美元的外國（約旦和阿曼）軍售M1070A1重型設備運輸車合同，內容包括了以及相關的測試，備件和培訓。該訂單的預計完成日期為2018年12月31日；而2017年2月發布，2017年4月3日到期回復的「W56HZV-17-R-0021」徵集公告，也使得該公司獲得埃及政府46輛M1070A1的固定價格合同。

## 性能規格
M1070採用了傳統佈局。 全封閉式駕駛室可乘坐一名駕駛員、一名機組員，最多可再坐四名乘客。該駕駛室符合了美國陸軍的「長期裝甲戰略」（Long Term Armor Strategy，LTAS）規定，LTAS要求戰術輪車需配有A套件（基本型）或B套件（加重型）的裝甲防護；而它的356×89×9.5mm的C形截面（槽钢框架）底盤，使用改自SAE1027規範的热处理碳錳鋼製成，其最小降伏強度（minimum yield strength）為758MPa。它安裝了一個3.5英吋的全浮動式Holland第五輪聯接器，與三個絞線機：包括兩個附有51.8公尺長，直徑25毫米纜線，「dp Manufacturing」公司的55K磅（24,947公斤）容量的液壓絞線機；與一個附有91.4公尺長，直徑6毫米纜線，dp Manufacturing「3GN」型，容量1,360公斤的輔助絞線機。
原始M1070版本的動力來源，是由底特律柴油公司的「8V-92TA」型12.06升柴油引擎提供。它在2100轉時有500馬力，而在1200轉時有1993Nm的扭力。這些數據，透過一個艾里逊公司的CLT-754五速自动变速器，和一個「Oshkosh 55000」型的兩速变速器來結合。M1070A1版本的動力來源，是由卡特彼勒公司的C-18型六缸柴油引擎提供。它有700馬力，透過艾里逊公司更新的「4800SP」型7速变速器，與「Oshkosh 30000」型單速变速器來結合。
A0型號的前轉向驅動軸是罗克韦尔国际生產的。懸吊系統採用了亨德里克森公司的拋物線錐形板片彈簧，後三聯車軸是亨德里克森公司的「Turner」型空氣彈簧，最後軸是一個轉向驅動單元。全部的車軸都有罗克韦尔的「SVI 5MR」型輪殼減速器與差速鎖。方向操控配有動力輔助系統，且在主泵失效時，仍有輔助泵可用。连杆机构可讓操作者在失去液壓油壓力時仍繼續控制車，並配有罗克韦尔（後稱AxleTech）的S凸輪鼓式煞車系統。「CM Automotive」公司的中央輪胎充氣系統（Central tire inflation system，CTIS）預設有四種模式（公路、越野、泥漿和雪地、緊急），能讓操作者調整並鎖定輪胎壓力，以通過各種不同的地形；其中的「Run Flat」緊急模式，能在輪胎洩氣自動充氣。
A1車型升級為「AxleTech 5000系列」的車軸，新增了一個ABS與防滑控制系統，並換用德納公司的中央輪胎充氣系統。該系統在新的裝甲模式時，會自動為輪胎再增壓，以補償B套件（重裝甲）產生的額外重量對輪胎的壓縮。操作員可以根據不同條件，手動調節差速鎖 。
M1070A0與M1070A1都可搭配M1000牽引半拖車。M1000的原始設計商是「西南移動系統公司」（Southwest Mobile Systems），後改名為「系統和電子公司」（Systems & Electronics Inc，SEI），現稱DRS技術公司，M1000是為了回應美國陸軍對運輸M1和M1A1的需求而造的。1989年，美國陸軍訂購了1,066部M1000；直到2009年7月，已訂購了超過2600部的M1000。
M1000有五個車軸組，用40個輪胎支撐，每個軸組為兩個半寬軸（half-width axles）組成，每一個軸都有液壓擺動懸吊，行程254毫米，地面起伏時可做橫向擺動調節。在樞轉鵝頸部也提供了液壓懸吊系統，以平衡第五輪的負載。M1000的重量為22,882KG。根據美國陸軍所述，它的有效載荷是63,560公斤，在減速時可以達到80,000公斤。它的全長15.8公尺, 載台長10.58公尺；標準載台寬3.05公尺，寬版載台則是3.66公尺。
M1070和M1000都可以透過C-5運輸機或波音C-17环球霸王III進行空運。

## 奧什科什M1070F（英國陸軍）
2001年，M1070F取代斯卡梅爾公司的「Commander」型，成為英國陸軍的戰車運輸車。在奧什科什為美國陸軍開發出M1070A1之前，曾有研究過比M1070A0型號性能更強大的「科技嵌入計畫」（Technology Insertion Program，TIP）的可行性試驗，該型號稱為M1070E1。M1070E1是為了英國陸軍對戰車運輸車的需求而設計的，但沒有獲得訂單。英國陸軍後來選擇的是M1070F車型，它是M1070E1的大幅修改版。交付時，包括了92輛車頭，89部King公司生產的「GTS 110/7」半拖車，與3輛「Tru-Hitch」公司的回收車。這些交付內容是私人融資計畫（Private Finance Initiative，PFI）的一部分，由「FASTTRAX」公司在2001年得標，訂單內容還包括雇用贊助後備役（Sponsored Reserves）人員擔任操作員，和28個附加裝置的選擇權。2009年底，荷蘭的Broshuis公司被選中，提供20輛有效載荷45,000公斤的重型全寬雙軸拖車，供阿富汗的M1070F使用。
奧什科什M1070F與M1070A0採用相同的底盤設計，但駕駛室和所有主要的動力傳動系統部件都經過大幅修改，以滿足性能與符合當地法規要求。它的傳動系統與M1070A1相似，包括有卡特彼勒公司的「C-18」700馬力的柴油引擎，艾里逊公司的「HD 4076P」自动变速器與「TC-561」液力变矩器，奧什科什公司的30000單速變速箱。

## 奧什科 全球HET
奧什科防務在2008年推出了全球HET（Global HET）。全球HET在很多方面與M1070A1相似，最大的差異是配置設計。全球HET是三軸，M1070A1是4軸。2011年2月，奧什科宣布獲得阿拉伯联合酋长国的「Al Jaber Group」 的20輛全球HET初期合約。全球HET因滿足可搭配半拖車拉動70,000公斤的需求而被選中，它搭配當地自有的約巴龍多管火箭炮半拖車。

## 使用國
- 埃及：埃及是M1070的最大出口買家，首批170輛M1070已在2004年交貨，另外以買一送一的方式，奧什科也交付了「635NL」型五軸半拖車。至2009年底，埃及已購入了249輛[4]。M1070A1的訂單還在等候交貨中[8]。
- 伊拉克：截至2011年5月，伊拉克已收到60輛M1070與635NL半拖車[4]。
- 以色列：2007年7月訂購了37輛，搭配MAN集團的半拖車使用 [4]。
- 约旦：約旦在2003年訂購了50架M1070和635NL半拖車，2004年交付[4]。2017年3月訂購了未公開數量的M1070A1，2018年12月交付[7]。
- 摩洛哥：先在2015年4月得到20輛M1070之後，2016年7月和8月，透過美國的「超額防衛物資」（Excess Defense Articles，EDA）計畫，又分別獲得了29與14輛美軍剩餘的M1070 [4]。
- 阿曼：2017年3月訂購了未公開數量的M1070A1，2018年12月交付[7]。
- 中華民國：2019年7月配合M1A2T的部署，而訂購M1070A1及M1000各16輛[16]。
- 沙烏地阿拉伯：50輛M1070A0，是M1070的第一個出口客戶，1993年間交付[4]。
- 阿联酋：2011年2月，奧什科宣布獲得阿拉伯联合酋长国的「Al Jaber Group」 的20輛全球HET初期合約。全球HET因滿足可搭配半拖車拉動70,000公斤的需求而被選中，它搭配當地自有的約巴龍多管火箭炮（英语：Jobaria Defense Systems Multiple Cradle Launcher）半拖車[4]。
- 英国：92輛於2004年初交付完成，通常與King GTS-100/7半掛車一起使用，另外還部署了Broshuis 公司的全寬軸式半拖車，有效載荷為45,000公斤[1][4]。
- 美国：2488輛M1070A0，從1992年開始生產，交貨時間延長至2003年3月，與超過2600輛M1000半拖車一起交付。大部分的拖車頭和半拖車接受了後期重修服務，至少有1009輛車頭和1000多部半拖車在回復到全新的狀態下繼續服役[4]。
- 美国：1591輛M1070A1。該型號2010年發表，2013年12月開始交付。雖然陸軍內部有人認為應當在2017財政年度繼續生產A1，但奧什科沒有獲得訂單[4]。

## 影視文化中登場
- Private Valentine: Blonde & Dangerous（英语：Private Valentine: Blonde & Dangerous）（台灣譯名：天兵大明星，大陸譯名：大明星从军记）[17] （2008年電影）。
- 赤色黎明 （2012年電影）。
- 戰車大翻修（Tank Overhaul，2006-2009年電視節目）[18] 。
- 阿拉斯加金礦的賭注 （2014-2017年電視節目）。
- 澳大利亞人搶救隊（Aussie Salvage Squad，2018年電視節目）。

### 引用
1. 1 2 3 4  . Jane's. 2015-08-26  [2015-10-04]. （原始内容存档于2020-01-10）.
2. 1 2 3 4  . US Army.   [2015-09-28]. （原始内容存档于2016-03-04）.
3. 1 2 3 4 5 6 7  . Oshkosh Defense.   [2015-10-04]. （原始内容存档于2015-10-11）.
4. 1 2 3 4 5 6 7 8 9 10 11 12 13 14 15 16 17 18 19 20  . IHS Jane's Shaun C Connors & Christopher F Foss. 2015-08-27  [2015-09-22]. （原始内容存档于2020-03-04）.
5. ↑  .   [2019-08-10]. （原始内容存档于2020-11-23）.
6. 1 2 3 4 5  . Oshkosh Defense.   [2015-09-23]. （原始内容存档于2015-09-25）.
7. 1 2 3 4  . U.S. DoD. 2017-03-30  [2017-04-04]. （原始内容存档于2018-03-03）.
8. 1 2 3  . U.S. gov. 2017-02-02  [2017-04-04]. （原始内容存档于2017-02-11）.
9. ↑  . panzerbaer.de.   [2015-10-04]. （原始内容存档于2015-09-15）.
10. 1 2  . IHS Jane's Shaun C Connors & Christopher F Foss. 2017-05-23  [2017-06-28].[]
11. ↑  TM 2320-360-10 (2010) pp. 0005-3, 0005-5, 0007-1
12. ↑  TM 2320-360-10 (2010) pp. 0005-5 to 0005-8, 0006-1 to 0006-3, 0011-1 to 0011-3, 0028-1 to 0028-4
13. ↑  TB 9-2330-381-14-1 (2000)
14. ↑  TM 2320-360-10 (2010) pp. 0027-1 to 0027-5
15. ↑  . army-technology.com (wrong image used on page; it is Global HET).   [2015-10-04]. （原始内容存档于2020-11-19）.
16. ↑  . 上報.   [2020-06-16]. （原始内容存档于2022-06-17） （中文（臺灣））.
17. ↑  . www.imcdb.org. 2008  [2015-10-05]. （原始内容存档于2020-10-27）.
18. ↑  . www.imcdb.org. 2009  [2015-10-05]. （原始内容存档于2020-01-12）.

### 書籍
- Jane's Land Warfare Platforms 2014/2015: Logistics, Support & Unmanned ISBN 0710631308 Jane’s Land Warfare Platforms: Logistics, Support & Unmanned
- Jane's Land Warfare Platforms 2015-2016: Logistics, Support & Unmanned ISBN 0710631723
- Jane's Military Vehicles & Logistics 2004-2005 ISBN 0710626312 Jane’s Land Warfare Platforms: Logistics, Support & Unmanned
- Oshkosh Trucks: 75 Years of Specialty Truck Production Paperback  – November, 1992 (ISBN 0879386614)
- (PDF). US Dept. of the Army. 2010  [2019-06-17]. （原始内容存档 (PDF)于2020-09-26）.
- (PDF). US Dept. of the Army. 2000  [2019-06-17]. （原始内容存档 (PDF)于2019-06-17）.

## 外部連結
- M1070A1 HET brochure pdf
- Global HET brochure pdf* Oshkosh Defense（页面存档备份，存于）
- HISTORY OF OSHKOSH TRUCKS Fire engines, military and rescue vehicles （页面存档备份，存于）
- M1070 het military 8x8 oshkosh - Heavy Equipment Transporter （页面存档备份，存于）
- British Army M1070 with King off-road trailer （页面存档备份，存于）
- Big Machines Driving The M1070 HET （页面存档备份，存于）
- Big Machines M1070 Heavy Equipment Transporter （页面存档备份，存于）
- Oshkosh M1070 HET 8x8 Tractor Truck on GovLiquidation.com （页面存档备份，存于）
- 2002 Oshkosh M1070 Commercial Heavy Equipment Transporter (HET) on GovLiquidation.com （页面存档备份，存于）